# Bedingter Trennstrich

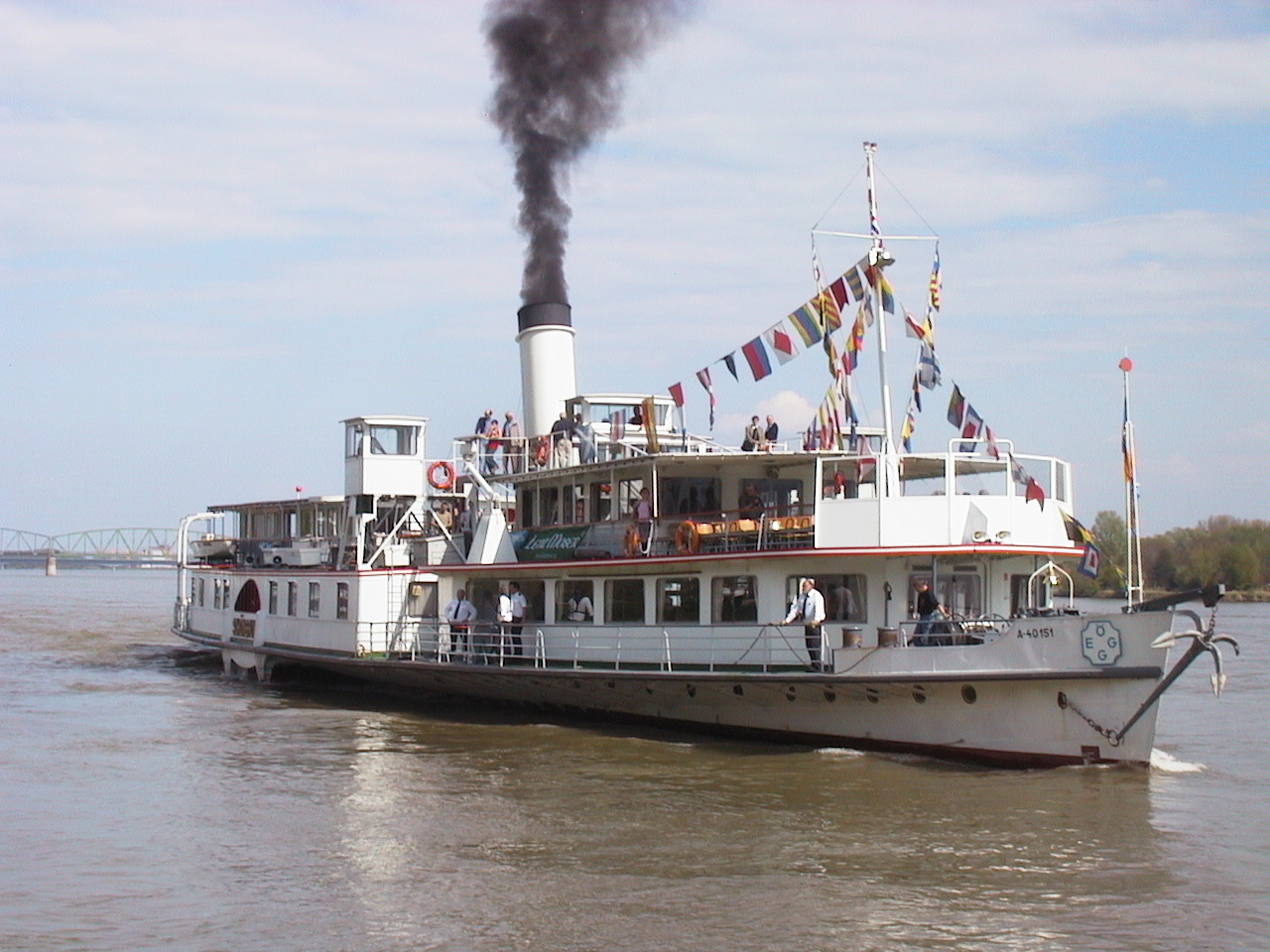
Donaudampfschifffahrtsgesellschaftsschiff (mit bedingten Trennstrichen in der Legende)

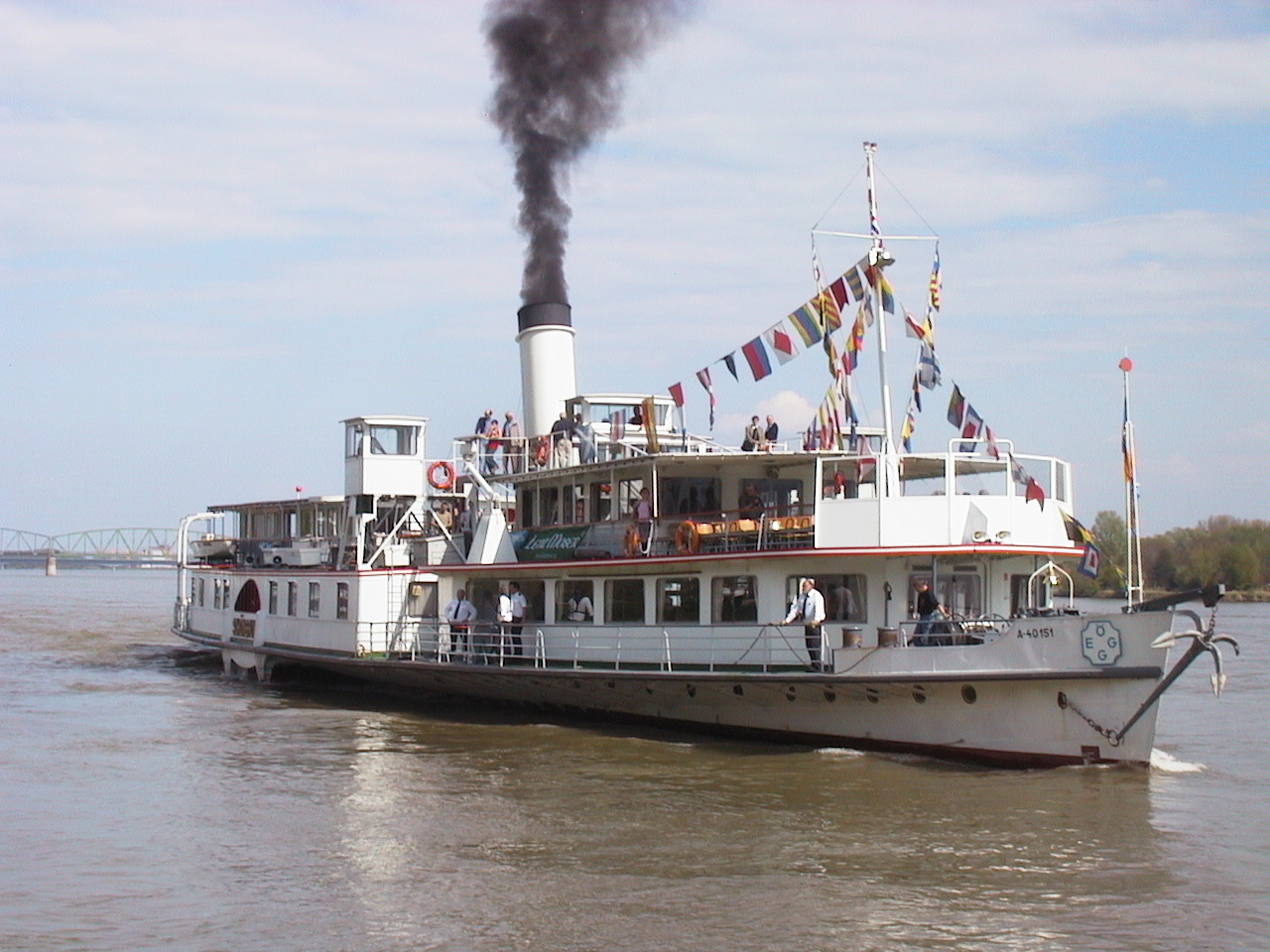
Donaudampfschifffahrtsgesellschaftsschiff (ohne bedingten Trennstrich in der Legende)

Ein bedingter Trennstrich (auch bedingtes Trennzeichen, Silbentrennungsstrich, weiches Trennzeichen oder weicher Trennstrich in Anlehnung an die englische Bezeichnung soft hyphen, abgekürzt shy) wird verwendet, um eine Trennstelle innerhalb eines Wortes vorzugeben, an der ein Zeilenumbruch erlaubt ist. Falls das Wort umbrochen wird, erscheint dort am Zeilenende ein Trennstrich. Wird das Wort nicht umbrochen, bleibt der bedingte Trennstrich im ausgedruckten Dokument beziehungsweise im Webbrowser unsichtbar.
Bei einiger Software bereitet die Suche nach mit bedingtem Trennstrich versehenen Wörtern Probleme.

## Browserunterstützung
Es wird in den aktuellen Versionen praktisch aller gebräuchlichen Browser korrekt interpretiert und erreicht daher die Mehrzahl der Benutzer: In Mozilla Firefox ab Version 3, in Internet Explorer ab Version 5, in Apple Safari ab Version 2, in Opera ab Version 7.1 und in Konqueror ab Version 3.5. Falls jedoch ein Webbrowser diese Angabe ignoriert und so trennt, als wäre kein Zeichen angegeben worden, stellt die Verwendung für die Anwender keinen Nachteil gegenüber dem Weglassen dar. Problematisch ist die Verwendung nur in veralteten Browsern, die stattdessen immer einen Trennstrich anzeigen, wie Safari bis zur Version 1.2.
Das nachfolgende Wort enthält mehrere &shy;-Codes. Es lässt sich daher zum Testen des Webbrowsers verwenden. Richtig wird es interpretiert, wenn nur an der Stelle des Zeilenumbruchs ein Trennzeichen angezeigt wird, ansonsten jedoch nicht:
Donaudampfschifffahrtsgesellschaftskapitänsmützeninnenfutterherstellerfirmenbetriebsratssitzungszimmertapetenlieferanteneingangstürschlossschlüssellochexpertenhosenlochstopfmaschinenersatzteilherstellungsverfahrensvariantenproblempsychologensohn
In Unicode hat der bedingte Trennstrich die Eigenschaft Default_Ignorable_Code_Point, d. h., bei Such- und Sortieroperationen darf das Zeichen nicht berücksichtigt werden. Trotzdem sehen die seiteninternen Suchfunktionen mancher Webbrowser, beispielsweise Internet Explorer 8.0 und Opera 11.01, nicht über das Zeichen hinweg, sodass derart getrennte Wörter nicht gefunden werden. Dies trifft ebenso auf manche Suchmaschinen der Webserver zu. Die Webbrowser Chrome und Firefox gehen mit dem bedingten Trennstrich korrekt um.

## Unterstützung in E-Book-Lesegeräten
Obwohl E-Book-Lesegeräte darauf abzielen, eine möglichst der Erscheinung des gedruckten Buches ähnliche Darstellung zu erzielen, war die für die Darstellung von Blocksatz wesentliche Unterstützung des bedingten Trennstrichs nicht von Anfang an gegeben und war Anfang der 2010er Jahre noch nicht auf allen seinerzeit populären Geräten vollständig umgesetzt. Mittlerweile (Stand 2022) kann davon ausgegangen werden, dass solche Probleme auf aktuellen Geräten nicht mehr bestehen.

## Darstellung auf Computersystemen

ISO-Tastatursymbol für den bedingten Trennstrich

Das Tastatursymbol für den bedingten Trennstrich ist erst seit dem Jahr 2012 standardisiert im Amendment 1 (2012) zu ISO/IEC 9995-7:2009 „Information technology – Keyboard layouts for text and office systems – Symbols used to represent functions“ als Symbol 76, sowie in IEC 60417 „Graphical Symbols for use on Equipment“ als Symbol IEC 60417-6073 „Hyphen, soft“.
Typische Textverarbeitungssoftware haben Darstellung und Bezeichnung nicht angepasst. In WordPerfect wird der bedingte Trennstrich im Steuerzeichenfenster als Systemtrennstrich bezeichnet. In OpenOffice.org-Varianten und Microsoft Word wird es im Quelltext grau hinterlegt oder als „¬“ dargestellt.
| Standard/System                                     | Standard/System                                     | Bedingter Trennstrich |
| --------------------------------------------------- | --------------------------------------------------- | --- |
| Zeichenkodierung                                    |                                                     | |
| Unicode                                             | Codepoint                                           | U+00AD |
| Unicode                                             | Name                                                | SOFT HYPHEN |
| UTF-8                                               | UTF-8                                               | C2 AD |
| ISO 8859-1                                          | ISO 8859-1                                          | ADhex |
| HTML-Entität                                        | HTML-Entität                                        | &shy; |
| XML/XHTML                                           | dezimal                                             | &#173; |
| XML/XHTML                                           | hexadezimal                                         | &#x00AD; |
| TeX/LaTeX                                           | Textmodus                                           | \- |
| TeX/LaTeX                                           | Mathem. Modus                                       | — |
| Eingabemethoden 1                                   |                                                     | |
| Deutsche Standard- Tastaturbelegungen               | E1                                                  | Alt Gr+- |
| Deutsche Standard- Tastaturbelegungen               | T2                                                  | Alt Gr+- |
| Windows                                             | CP850 (TUI)                                         | Alt+240 2 |
| Windows                                             | CP1252 (GUI)                                        | Alt+0173 2 |
| Macintosh (Deutschland)                             | Macintosh (Deutschland)                             | Keine definierte Taste. Kann über die Zeichenübersicht eingefügt werden per Suche nach Unicode-Steuerzeichen SOFT HYPHEN. |
| Linux (Deutschland) (mit neueren Versionen von X11) | Linux (Deutschland) (mit neueren Versionen von X11) | Compose, -, -, Leertaste                                                                                                  |
| AmigaOS (Deutschland)                               | AmigaOS (Deutschland)                               | Alt+N |
| Neo                                                 | Neo                                                 | Mod3+↹, -, -, Leertaste 4 oder Mod3+Mod4+Taste-rechts-neben-der-Null 5                                                    |
| Apache-OpenOffice-Varianten                         | Apache-OpenOffice-Varianten                         | Strg+- |
| LibreOffice                                         | LibreOffice                                         | Strg+- |
| Microsoft Word                                      | Tastenkombination                                   | Strg+Alt+- |
| Microsoft Word                                      | Unicodeeingabe                                      | A, D, Alt+C |
| Microsoft Powerpoint                                | Microsoft Powerpoint                                | Alt+0173 2 |
| WordPerfect                                         | WordPerfect                                         | Strg+⇧Shift+- |
| Vim                                                 | Digraph 3                                           | Strg+K, -, - |
| Vim                                                 | Unicodeeingabe                                      | Strg+V, U, 0, 0, A, D |